# Бермудо I
Бермудо I Диякон (*Bermudo I el Diacono, бл. 750 —797) — король Астурії у 789—791 роках.

## Біографія
Походив з династії Астур-Леон. Син Фруели, герцога Кантабрії. Замолоду Бермудо пішов до монастиря.
У 789 році після смерті короля Маурегато, поступившись проханням грандів, повернувся та зрікся чернецтва, ставши королем Астурії. Це був перший випадок, коли було порушене готське право, що забороняло духовним особам сходити на престол. Бермудо I закликав до свого двору Альфонсо і призначив його начальником армії.
Після кількох його перемог над арабами Бермудо I передав більше влади Альфонсо. Але після поразки астурійського війська у битві при Бьєрсо 791 року, зрікся престолу на користь Альфонсо, а сам знову став ченцем й зайняв місце королівського міністра.

## Родина
Дружина — Усенда (Адосінда), донька гранда Нуніло
Діти:
- Раміро (790—850), король у 842—850 роках
- Фруела